# Templo y exconvento de Santa Catalina (Puebla)

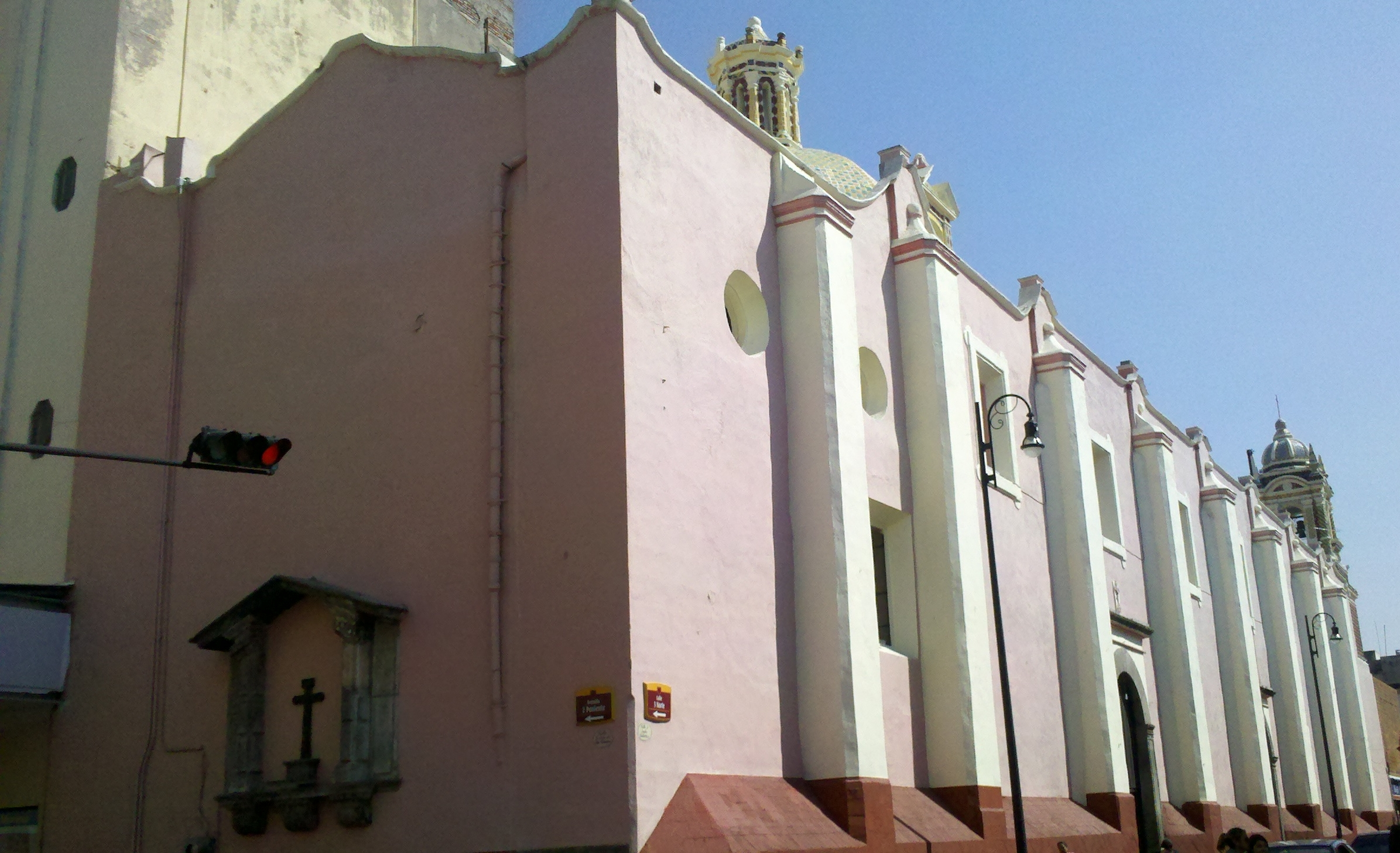
Templo de Santa Catalina de Siena, Puebla

El Templo y exconvento de Santa Catalina de Siena es un conjunto de edificios religiosos de la ciudad de Puebla construidos durante el virreinato. Aunque el templo es de una sola nave, tiene un campanario barroco que es característica de la arquitectura poblana colonial.

## Historia
El convento fue fundado en enero de 1568, lo que lo convierte en el más antiguo convento monacal de Puebla, y corresponde a la orden de los dominicos, siendo el primero en su estilo en el Virreinato de Nueva España. La fundadora del convento habría sido María de la Cruz Montenegro. Antes de la actual, hubo una iglesia construida entre 1556 y 1571, con un techo de artesón y con tejas.
En el siglo XVII fue realizada el actual templo. En el púlpito se lee 1652, que sería la fecha de construcción del templo.

## Arquitectura
El templo posee un estilo austero al exterior y una sola nave. Sobresale su campanario, que tiene elegantes adornos con ladrillo y azulejo típicos de la arquitectura poblana virreinal. La fachada posee dos portadas y ocho contrafuertes.
Posee una serie de retablos barrocos dorados, característicos del estilo novohispano.